# Historia regional
Historia regional es la segmentación del objeto de la ciencia histórica para restringirse a las regiones espaciales para un territorio, su utilización en el contexto de la expresión historia regional normalmente designa a la fracción territorial de una nación-estado. Se encuentra por encima de algunas divisiones administrativas (provincia española o departamento francés), y suele coincidir con otras (comunidad autónoma española, lander alemán). El concepto de región es más potente en geografía, donde hay una mayor tradición de geografía regional.
Aunque el término región pueda emplearse en otros sentidos, bien sea el de los particularismos nacionales (historia de España, de Francia...) o el de los supranacionales (historia del Mediterráneo, del Mercosur...) el concepto de historia regional no suele aplicarse a ellos pues pasaría a carecer de capacidad discriminativa: todas las historias particulares (historia nacional, historia local, historia continental...) serían historias regionales, en tanto no se refieren a la historia universal y sí a las "historias" de los diferentes "espíritus de los pueblos" (volkgeist) o de la división correspondiente; estando en interrelación dialéctica la parte (historia regional) y el todo (historia universal), y siendo ésta la necesaria unidad de la totalidad de aquellas (lo que se separa de la totalidad histórica -la región- debe luego ser restituido a la totalidad de la que forma parte como síntesis).
La posibilidad de hacer historia regional viene muchas veces como consecuencia de la demanda de las instituciones políticas de base territorial "regional" (o sea cual fuere la denominación de la demarcación subestatal y supramunicipal) que desean justificar su propia existencia, llevando a veces a expresiones tan ucrónicas (como "los castellano-manchegos de la Edad Media", por ejemplo). En otras ocasiones, la coincidencia de la región con entidades políticas propias en el pasado (como los reinos medievales) la justifica con menos dificultad. Existen para el caso de España numerosas historias regionales (de Andalucía, Aragón, Galicia...). La reivindicación nacionalista hace que sean indistinguibles o intercambiables los conceptos de "historia regional" e "historia nacional" (especialmente en los casos de Cataluña y el País Vasco).
La renovación de la historiografía de mediados del siglo XX que supuso la Escuela de Annales no solo aumentó el campo de la historia nacional a la historia de las civilizaciones (Fernand Braudel), sino que incentivó a los historiadores a buscar objetos de estudio más concretos. Eso motivó que fueran hispanistas franceses los que introdujeran el nuevo método en España. Es considerado como ejemplo de síntesis regional (más allá de consideraciones nacionalistas) Cataluña en la España Moderna (La Catalogne dans l'Espagne moderne), de Pierre Vilar. Otro destacado es el de Bartolomé Bennassar (Valladolid au siècle d'or. Une ville de Castille et sa campagne au XVe. siècle,) que al concretar el espacio restringiéndolo a una ciudad y su entorno, entronca con otra disciplina, la historia local, aunque claramente supera en su estudio incluso las dimensiones comarcales. Para Francia, un modelo sería Beauvais et le Beauvaisis de 1600 a 1730, de Pierre Goubert.